# Corvus pectoralis
Corvus pectoralis е вид птица от семейство Вранови (Corvidae). Видът е почти застрашен от изчезване.

## Разпространение
Видът е разпространен във Виетнам, Китай и Хонконг.